# Schwarze Reinwardttaube
Die Schwarze Reinwardttaube (Reinwardtoena browni), auch Schwarztaube oder Bismarcktaube genannt, ist eine vergleichsweise seltene Art der Taubenvögel, die zu den Langschwanztauben zählt. Sie gehört innerhalb dieser Gattung zu den großen Arten. Das Verbreitungsgebiet ist der Bismarck-Archipel und die Admiralitätsinseln.
Die Bestandssituation der Schwarzen Reinwardttaube wird mit potenziell gefährdet (near threatened) angegeben. Es werden keine Unterarten unterschieden.

## Erscheinungsbild

### Körperbau
Die Schwarze Reinwardttaube erreicht eine Körperlänge von bis zu 45 Zentimeter, wovon 17 bis 21,6 Zentimeter auf den Schwanz entfallen. Weibchen bleiben mit einer Körperlänge von 38,5 Zentimeter deutlich kleiner. Die Flügellänge beträgt bei den Männchen 240 Millimeter, bei den Weibchen 215 Millimeter. Der Schnabel ist 19  Millimeter lang. Das Gewichts liegt zwischen 279 und 325 Gramm. Die Schwarze Reinwardttaube entspricht damit in der Körpergröße etwa der Rotbraunen Reinwardttaube, ist jedoch etwas kurzschwänziger.

### Adulte Vögel
Die Stirn und das Gesicht sind grauweiß, der Scheitel und der Nacken sind perlgrau. Die Federn des Nackens haben auf dem Federende jeweils blasse Flecken. Der Mantel, die Oberschwanzdecke und das mittlere Steuerfederpaar sowie die Flügel sind glänzend schwarzblau, die Flügeldecken sind geringfügig heller und haben glänzende Federsäume. Die jeweils äußeren drei Steuerfedern sind schwarzblau mit einem diffusen dunkleren Querband und haben bei einigen Individuen außerdem blasse graue Spitzen.  Der Bereich von der Kehle bis zum Bauch ist weiß und geht an den Flanken und den Unterschwanzdecken in ein Grau über. Die Iris ist rot oder gelb. Der Schnabel ist dunkelgrau bis braun mit einer rötlichen Basis. Die Füße und Beine sind rot.

### Jungvögel
Bislang wurden nur wenige Jungvögel beobachtet. Diese waren überwiegend schiefergrau.

## Verbreitungsgebiet und Lebensraum
Die Schwarze Reinwardttaube kommt im Bismarck-Archipel und auf den Admiralitätsinseln vor. Der Bismarck-Archipel erstreckt sich zwischen 2° und 6°30′ südlicher Breite und 148° und 155° östlicher Länge. Er umfasst eine Gesamtfläche von ca. 49.500 km². Die Landmassen sind teils vulkanischen, teils korallogenen Ursprungs und weisen Erhebungen bis zu 1200 Metern auf. Die Hauptinseln liegen halbkreisförmig im Nordosten Neuguineas, von dem sie durch die etwa 90 Kilometer breite Dampierstraße abgetrennt sind. Zwischen Neubritannien und Neuirland verläuft von Südost nach Nordwest der St.-Georgs-Kanal, an dessen Ausgang westlich die Bismarcksee grenzt. Die Schwarze Reinwardttaube besiedelt in diesem Archipel neben Neubritannien und Neuirland auch die Inseln Umboi, Duportail, Watom, Duke-of-York-Insel, Lavongai, Niolam und die Tabar-Inseln. Die Schwarze Reinwardttaube kommt außerdem auf den Admiralitätsinseln vor, die geografisch zum Bismarck-Archipel gehören.
der Lebensraum der Schwarzen Reinwardttaube ist primärer Regenwald sowie Buschland in den Tiefebenen und Vorgebirgen. Ihre Höhenverbreitung reicht bis zu 900 Höhenmetern.

## Lebensweise
Die Schwarze Reinwardttaube ist eine scheue, schwierig zu beobachtende Taube, die sich im mittleren und oberen Baumkronenbereich aufhält. Ihre Lebensgewohnheiten sind bislang weitgehend unerforscht.